# Formalisme de Jones
Pour les articles homonymes, voir Jones.
Le formalisme de Jones est un formalisme matriciel permettant de décrire l'état de polarisation de la lumière, ou de manière générale d'une onde électromagnétique, et son évolution à travers un système optique. Ce formalisme doit son nom à son inventeur Robert C. Jones qui le définit en 1941. Dans ce formalisme, on représente la lumière polarisée par un vecteur de Jones et les éléments optiques linéaires sont représentés par des matrices de Jones. Le vecteur de Jones de la lumière en sortie du système est donné par le produit de la matrice de Jones du système par le vecteur de Jones de la lumière d'entrée.
Ce formalisme n'est utile que pour la lumière totalement polarisée. Pour décrire la lumière incohérente et partiellement polarisée, on utilise les vecteurs de Stokes et les matrices de Mueller.

## Définition
Dans sa publication originale, Jones considère le cas d'une onde électromagnétique plane et monochromatique complètement polarisée et définit l'état de la lumière en un point à partir du vecteur complexe
{\displaystyle {\begin{pmatrix}E_{x}(t)\\E_{y}(t)\end{pmatrix}}={\begin{pmatrix}E_{x}^{(0)}\exp[i(-\omega t+\phi _{x})]\\E_{y}^{(0)}\exp[i(-\omega t+\phi _{y})]\end{pmatrix}},}
où {\displaystyle E_{x}(t)} et {\displaystyle E_{y}(t)} sont les composantes du champ électrique de l'onde selon les axes x et y. Cependant, les paramètres les plus utiles pour décrire l'état de polarisation sont les différences de phase {\displaystyle \phi _{y}-\phi _{x}} et le rapport {\displaystyle E_{x}^{(0)}/E_{y}^{(0)}}. Habituellement, on choisit donc un point qui sert de référence d'intensité et de phase et on note
{\displaystyle {\begin{pmatrix}E_{x}(t)\\E_{y}(t)\end{pmatrix}}=E^{(0)}\exp[i(-\omega t+\phi _{x})]{\begin{pmatrix}V_{x}\\V_{y}\end{pmatrix}},}
où le vecteur de Jones est défini par
{\displaystyle V={\begin{pmatrix}V_{x}\\V_{y}\end{pmatrix}},}
en convenant que {\displaystyle V_{x}} est réel et que le vecteur {\displaystyle V} est de norme 1 au point de référence. Le point de référence est généralement implicitement pris à l'entrée du système, mais est surtout important lorsqu'il y a absorption de l'onde ou interférence entre plusieurs ondes.

## Exemples de vecteurs de Jones normés
| Polarisation                                        | Vecteur de Jones correspondant                                            | Notation sous forme d'un ket                                                 | Représentation |
| --------------------------------------------------- | ------------------------------------------------------------------------- | ---------------------------------------------------------------------------- | -------------- |
| Rectiligne selon l'axe x                            | {\displaystyle {\begin{pmatrix}1\\0\end{pmatrix}}}                        | {\displaystyle \|H\rangle }                                                  |                |
| Rectiligne selon l'axe y                            | {\displaystyle {\begin{pmatrix}0\\1\end{pmatrix}}}                        | {\displaystyle \|V\rangle }                                                  |                |
| Rectiligne selon un axe à 45° par rapport à l'axe x | {\displaystyle {\frac {1}{\sqrt {2}}}{\begin{pmatrix}1\\1\end{pmatrix}}}  | {\displaystyle \|D\rangle ={\frac {1}{\sqrt {2}}}(\|H\rangle +\|V\rangle )}  |                |
| Circulaire droite                                   | {\displaystyle {\frac {1}{\sqrt {2}}}{\begin{pmatrix}1\\-i\end{pmatrix}}} | {\displaystyle \|R\rangle ={\frac {1}{\sqrt {2}}}(\|H\rangle -i\|V\rangle )} |                |
| Circulaire gauche                                   | {\displaystyle {\frac {1}{\sqrt {2}}}{\begin{pmatrix}1\\i\end{pmatrix}}}  | {\displaystyle \|L\rangle ={\frac {1}{\sqrt {2}}}(\|H\rangle +i\|V\rangle )} |                |

## Analogies avec un système quantique à deux niveaux
Formellement, le vecteur de Jones est un vecteur de ℂ2, identique au vecteur d'état utilisé pour la description d'un système à deux niveaux en mécanique quantique. Cette analogie vient du fait que le photon peut avoir deux états d'hélicité, et représente donc un système à deux niveaux une fois que son vecteur d'onde est choisi. On peut ainsi tisser des liens entre les deux formalismes, ce qui justifie l'utilisation de la notation bra-ket couramment faite en optique quantique pour représenter l'état de polarisation de la lumière. Le tableau ci-dessous détaille les correspondances entre les deux formalismes
| Formalisme de Jones                                    | Mécanique quantique                                |
| ------------------------------------------------------ | -------------------------------------------------- |
| Vecteur de Jones                                       | Vecteur d'état, ket                                |
| Matrice de Jones                                       | Opérateur d'évolution                              |
| Sphère de Poincaré                                     | Sphère de Bloch                                    |
| Paramètres de Stokes (lumière partiellement polarisée) | Matrice densité (mélange statistique d'états purs) |

## Exemples de matrices de Jones
| Système optique                                        | Matrice de Jones correspondante |
| ------------------------------------------------------ | --- |
| Polariseur avec axe horizontal                         | {\displaystyle {\begin{pmatrix}1&0\\0&0\end{pmatrix}}}                                                                                   |
| Polariseur avec axe vertical                           | {\displaystyle {\begin{pmatrix}0&0\\0&1\end{pmatrix}}}                                                                                   |
| Polariseur avec axe incliné à {\displaystyle \pm }45°  | {\displaystyle {\frac {1}{2}}{\begin{pmatrix}1&\pm 1\\\pm 1&1\end{pmatrix}}}                                                             |
| Polariseur incliné d'un angle {\displaystyle \varphi } | {\displaystyle {\begin{pmatrix}\cos ^{2}\varphi &\cos \varphi \sin \varphi \\\sin \varphi \cos \varphi &\sin ^{2}\varphi \end{pmatrix}}} |
| Polariseur circulaire droite                           | {\displaystyle {\frac {1}{2}}{\begin{pmatrix}1&i\\-i&1\end{pmatrix}}}                                                                    |
| Polariseur circulaire gauche                           | {\displaystyle {\frac {1}{2}}{\begin{pmatrix}1&-i\\i&1\end{pmatrix}}}                                                                    |
| Lame demi-onde avec l'axe rapide horizontal            | {\displaystyle {\begin{pmatrix}-i&0\\0&i\end{pmatrix}}}                                                                                  |
| Lame quart d'onde avec axe rapide horizontal           | {\displaystyle e^{-i\pi /4}{\begin{pmatrix}1&0\\0&i\end{pmatrix}}}                                                                       |

Si un système optique est tourné autour de l'axe optique d'un angle {\displaystyle \theta }, la matrice de Jones pour le système tourné {\displaystyle M(\theta )} est obtenue à partir de la matrice du système non tourné par la transformation :
{\displaystyle M(\theta )=R(\theta )\,M\,R(-\theta )} ,
où {\displaystyle R(\theta )={\begin{pmatrix}\cos \theta &-\sin \theta \\\sin \theta &\cos \theta \end{pmatrix}}} .